# Nikolàievka (Salovka)
Nikolàievka - Николаевка (rus) - és un poble a l'óblast de Penza, a Rússia, que en el cens del 2010 tenia 136 habitants.